# Bandera Bajada
Bandera Bajada ist ein Ort im Zentrum der argentinischen Provinz Santiago del Estero. Es ist mit 980 Einwohnern (2001) die zweitgrößte Gemeinde im Departamento Figueroa.

## Geographie
Bandera Bajada liegt in einer Ebene, die zum südlichen Teil des Gran Chaco gehört und nördlich des Tals des Río Dulce liegt. Das Klima ist subtropisch, mit heißen, feuchten Sommern und mäßig warmen, trockenen Wintern.

## Geschichte
Anfang der 2000er Jahre gab es im Ort einen schweren Konflikt zwischen Großgrundbesitzern und Kleinbauern. Eine Gruppe von Kleinbauern hatten Anzeige erstattet, da ihre Ländereien ungerechtfertigterweise eingezäunt worden waren und sie zudem von bewaffneten Angestellten der Großgrundbesitzer terrorisiert worden waren. Laut einem Bericht der Zeitung Página/12 war die politische Elite der Provinz in den Konflikt verwickelt und hatte die Grundbesitzer bei diesem Landraub unterstützt.
Im Februar 2007 wurde die gesamte Ortschaft nach schweren Regenfällen überschwemmt.

## Wirtschaft und Infrastruktur
Der Ort lebt vor allem vom Baumwollanbau. Er ist durch die Ruta Provincial 100 an das argentinische Straßennetz angebunden.

### Gesundheit
Bandera Bajada hat ein Krankenhaus. 40,92 % der Einwohner besitzen eine Krankenversicherung.

## Kultur und Sehenswürdigkeiten

### Bildung
Im Ort gibt es eine Grundschule (Escuela N. 1040) und eine größere agrartechnische Sekundarschule, das Colegio Agrotécnico Nr. 7 Leandro Vicente Taboada, in dem auch auswärtige Schüler eingeschult sind. 

### Bedeutung für das Argentinische Quechua
Der Ort gehört zu einem Gebiet in Santiago del Estero, in dem neben dem Spanischen das argentinische Quechua gesprochen wird. Der größte Teil der Einwohner ist zweisprachig.
Bandera Bajada ist neben dem im Süden der Provinz gelegenen, kleineren Juanillo der einzige Ort Argentiniens, in dessen Schulen das stark gefährdete Argentinische Quechua gelehrt wird; dieser Dialekt ist weitgehend auf die Provinz Santiago del Estero beschränkt. Die Schule Vicente Taboada wurde dabei zeitweise von Akademikern aus den Universitäten der umliegenden Städte unterstützt. 2001 erstellten Schüler dieser Schule die damals erste Website über Literatur und Traditionen im lokalen Quechua-Dialekt; diese wurde 2003 von der Quechua-Forschungsgesellschaft ADILQ honoriert.

### Medien
In Bandera Bajada gibt es einen Radiosender, FM Creativa.